# Добельский замок
До́бельский замок (латыш. Dobeles pils), ранее известный как замок Доблен (нем. Schloß Doblen), — бывшая резиденция добельских комтуров ливонского ордена с XIV по XVI века. Руины замка расположены в городе Добеле (Латвия), на правом берегу реки Берзе, на замковом холме высотой 15 метров.

## Описание
Каменный замок занимает площадь трапециевидной формы, вытянутой с севера на юг. Длина стен замка: 16х176х90х180 м, высота стен: 3-4 м. Стены замка со всех сторон окружены глубоким рвом.
С северной стороны замка находилось здание конвента, и южнее него — главное здание. По углам крыши главного здания находились четыре маленькие башни.
С восточной стороны замка находились въездные ворота и башня, также есть небольшой выход, расположенный на уровне главного здания.
В южной части стены находилась небольшая капелла, которая позже была расширена и превратилась в церковь, а также различные хозяйственные пристройки.
У восточной стены замка находились дополнительные пристройки, которые занимали практически всю длину стены. За стеной с этой стороны расположен так называемый сад Магдалины, в который ведёт небольшой проход.

## История

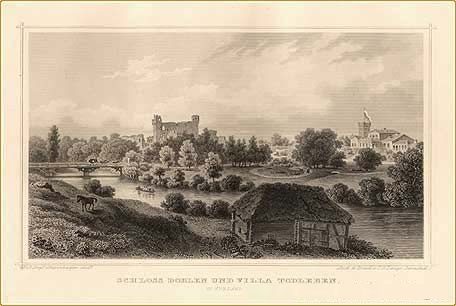
Руины добельского замка и вилла барона Тотлебена в XIX веке. (W.S. Stavenhagen).

### Во времена земгалов
Добельский замок в первый раз упоминается в 1254 году, когда на этом месте существовал укрепленный деревянный замок земгалов.
Во времена Ливонского крестового похода в окрестностях Добеле шли бои между немецкими крестоносцами и местными жителями. Земгалы оказывали яростное сопротивление захватчикам, и с 1279 по 1289 года выдержали шесть осад, пока округ не оказался окончательно разорён. Тогда в 1289 году земгалы сами сожгли свой замок и, непобеждённые, отправились на территорию Великого княжества Литовского.

### Ливонский орден
В 1335 году Ливонский орден на месте сожжённого деревянного замка заложил новый, каменный замок, который был закончен в 1347 году, а со временем вокруг замка образовался городок торговцев и ремесленников.
В 1376—1562 годах в замке жили добельские комтуры со своим гарнизоном. Последний комтур Добеле — Тисс фон дер Рекке вступил в конфликт с герцогом Курляндии Готхардом Кетлером, так что в 1566 году тот занял замок и вынудил комтура отказаться от него.

### Курляндское герцогство
В 1579, 1613 и 1628 годах Добельский замок принадлежал Курляндскому ландтагу.
В 1620 и в 1625 годах Добеле был захвачен военными силами шведского короля Густава II Адольфа.
С 1643 по 1649 года в замке проживала вдова герцога Фридриха — Елизавета Магдалина с приёмным сыном, принцем Якобом, будущим герцогом Якобом).
В 1658 году, во время пленения герцога Якоба, замок снова заняли шведы. Курляндские силы пытались отвоевать замок в союзе с Польшей, но не смогли его удержать и были заново изгнаны.
В 1660 году, после заключения оливского мирного договора герцог Яков вернул замок и приказал построить длинное вспомогательное здание у восточной стены, но, несмотря на это, укрепления замка не были восстановлены.
В 1700 году началась Великая Северная война, так что в 1701 году замок снова заняли шведы, и 6 дней в нём проживал король Швеции Карл XII. За время войны город и замок были сильно опустошены.
В первой четверти XVIII века в Добеле и его окрестностях бушевала эпидемия чумы, которая сильно сократила число местных жителей.
В 1736 году у замка рухнула крыша, после чего он был покинут.

### После разрушения
В 1870 году, 24 июня, в руинах Добельского замка проводился праздник Песни и Танца, один из первых в стране, так как первый Первый Латвийский Фестиваль песни состоялся в 1873 году.
В 1915 году рядом с замком проходил военный парад, который принимал император Германии Вильгельм II.

### Наши дни
В 1996 году напротив замка был установлен памятник освобождению Добеле.
В 2002 году начались работы по консервации замка.
В 2015 году появилось сообщение о том, что реконструкция Добельского замка будет продолжаться.
8 декабря 2020 года реставрация здания капеллы была завершена, а 28 августа 2021 года капелла была открыта для посетителей.